# シクロペンタデカノリド
シクロペンタデカノリド（英: Cyclopentadecanolide）は、C15H28O2で表される大環状合成ムスクの一種である。15-ペンタデカノラクトン、オキサシクロヘキサデカン-2-オンとも表記され、一般にはエグザルトリド（英: Exaltolide）の名称で知られる。天然にはアンゲリカ（セイヨウトウキ）の根の油に含まれる。

## 合成
本物質のような大環状化合物は分子内閉環法と環拡大法が研究されたが、工業的にはアゼライン酸半エステルから、ウォーレス・カロザースがナイロンの研究中に1935年に発見した重合-解重合法を経て製造される。
2×HOOC(CH2)7COOEt →（コルベ電解）→ EtOOC(CH2)14COOEt → AgOOC(CH2)14COOEt →（ハンスディーカー反応）→ Br(CH2)14COOH → HO(CH2)14COOH → 重合・解重合 → シクロペンタデカノリド
他に、ドデカンジオールやウンデシレン酸からの合成、オキサビシクロアルケンからの環拡大法の研究も行われたが、商業化には至っていない。

## 歴史
1927年にM.Kerschbaumにより、アンゲリカの精油の高沸点部分から麝香の香りをもつ本物質が発見され、合成ムスクの研究に大きな役割を果たした。

## 利用
調合香料の有用な保留剤として1～5%ほど使用される。食品用フレーバーとしての利用は多くないが、ベリー、ブドウ、セイヨウナシ、ナッツ、バニラ、洋酒、ワイン系フレーバーに0.1～1.5ppmほど使われることがある。